# Lasius fuliginosus
Fourmi noire des bois
«  Fourmi noire des bois » redirige ici. Pour la Fourmi noire des jardins, voir Lasius niger.
Espèce
Lasius fuliginosus, la Fourmi noire des bois, est une espèce de fourmis, de la sous-famille des Formicinés. Cette espèce paléarctique est principalement répandue en Europe mais également présente en Sibérie, en Chine, au Japon et jusque dans l'Ouest de l'Inde.

## Description
Les ouvrières sont d'une couleur noire brillante, ont une tête échancrée à la base et mesurent de 4 à 6 mm. La reine peut mesurer de 5 à 7 mm et les mâles de 4 à 5 mm.
Cette fourmi présente la particularité d'émettre une odeur caractéristique de citronnelle quand on l'écrase.

## Mode de vie
Cette espèce présente dans les zones de plaine mais également de montagne se plait dans les environnements forestiers ainsi que les parcs et jardins. En effet, elle bâtit un « nid de carton » suspendu à l'intérieur d'un arbre feuillu creux. Ce carton est constitué de bois mâché, de sécrétion et de miellat. Elle peut aussi faire son nid dans la terre sous des racines d'arbre ou une vieille souche. Les colonies, monogynes ou olygogynes (avec un petit nombre de reines), peuvent vivre plusieurs décennies.
Lasius fuliginosus est une espèce à fondation dépendante, cela signifie qu'une gyne nouvellement fécondée va avoir besoin d'ouvrières et de cocons préexistants. Dans la nature, il faudra qu'elle s'infiltre dans une colonie d'une espèce du genre Lasius   éventuellement même en tuant la reine existante pour être soignée par des ouvrières qui l'aideront à fonder sa propre colonie. Elle peut également réussir à s'intégrer dans une colonie préexistante de son espèce qui possédera alors plusieurs reines (polygynie).   

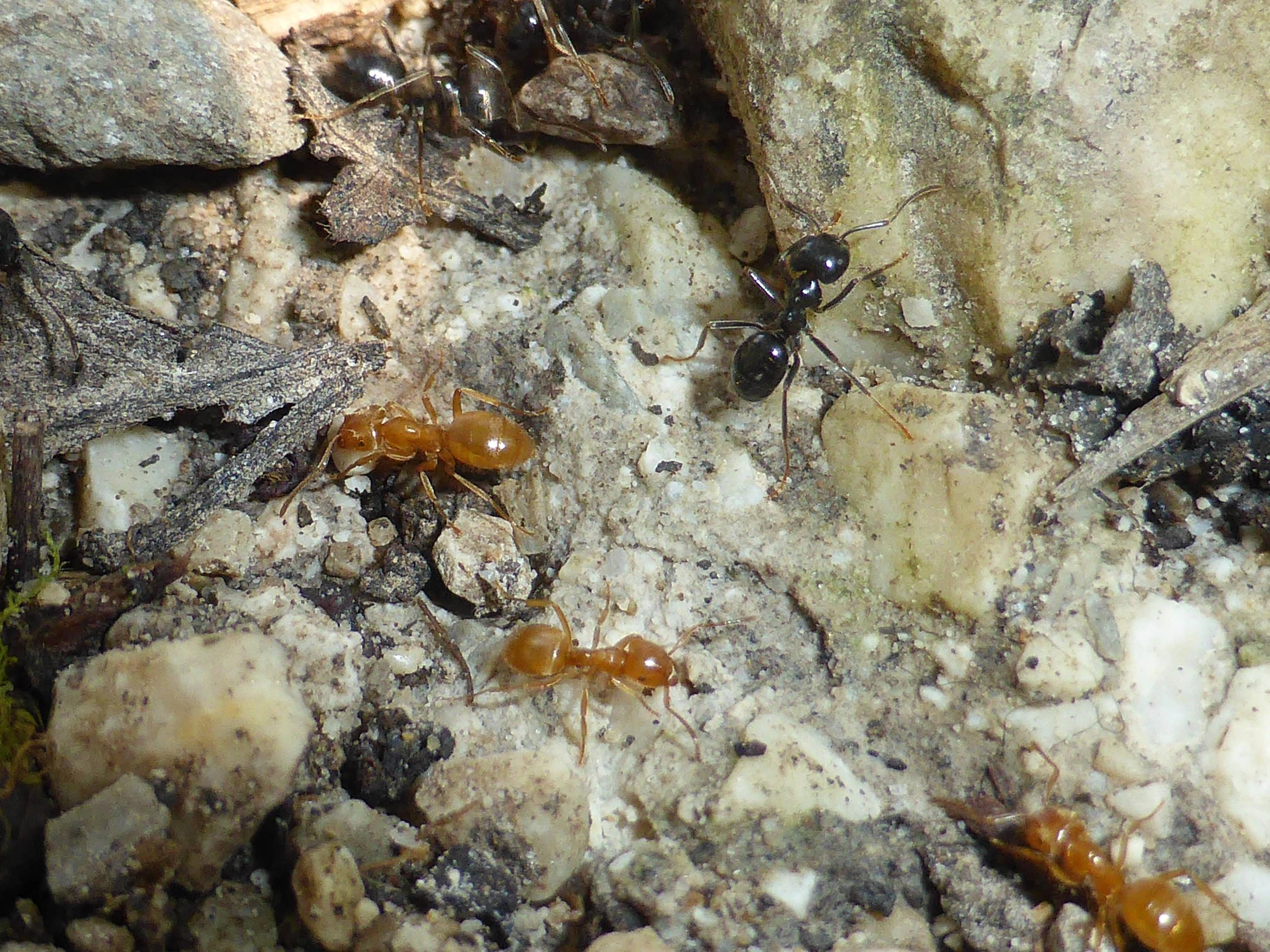
Colonie mixte comportant des ouvrières Lasius (Chtonolasius) sp. (rousses) et Lasius fuliginosus (noires) après avoir été parasitée par une reine de cette dernière espèce.

Ainsi, un nid initial peut se scinder en plusieurs nids contigus reliés entre eux par des pistes que les fourmis peuvent même couvrir quand elles sont très fréquentées avec différents matériaux de construction pour se protéger des agressions.
Les essaimages ont lieu de mai à septembre.
Lasius fuliginosus est omnivore : elle se nourrit principalement de liquides sucrés, comme le miellat de puceron (qu'elle obtient en pratiquant l'élevage des pucerons), d'insectes (comme les mouches, les papillons et autres proies qu'elle chasse dans son environnement) et de certains végétaux ou champignons. 